# 铃木草
铃木草（学名：Suzukia shikikunensis），又名假马蹄草、台錢草，为唇形科铃木草属下的一个种。鈴木草為一年生草本，生長於陰涼潮濕處。

## 型態
具有匍匐莖，全株有毛。葉寬卵形，葉基心形，葉緣具有粗鋸齒。花腋生，花序為總狀花序，花色紫紅色，花萼鐘形，分為5齒，約略等長；花冠筒狀，2唇，上唇直立帽狀，下唇平伸，3裂，中間裂片最大；4個雄蕊等長。小堅果深褐色光亮無毛。

## 分布
鈴木草為台灣特有種，零星分布於中低海拔地區。